# Nepalella kavanaughi
Nepalella kavanaughi är en mångfotingart som beskrevs av Shear 2002. Nepalella kavanaughi ingår i släktet Nepalella och familjen Lankasomatidae. Inga underarter finns listade i Catalogue of Life.